# Chinese Wall
Pour les articles homonymes, voir Le modèle de Brewer et Nash couramment appelé Chinese Wall en sécurité de l'information.
Albums de Philip Bailey
Continuation
(1983) The Wonders Of His Love
(1985)
Chinese Wall est le troisième album solo de Philip Bailey sorti en 1984 sur le label Columbia Records, produit par Phil Collins. La chanson Easy Lover, chantée en duo par Philip Bailey et Phil Collins, sera disque d'or et ira en 2e position du Billboard Top 100 aux États-Unis et en première position en Angleterre. L'album Chinese Wall sera 22e au Billboard 200 et 10e au Top R&B/Hip-Hop Albums Charts.

## Contexte
Selon les remarques de Phil Collins, "Philip Bailey a eu beaucoup de critiques pour avoir été produit par un producteur blanc. Il y avait cette paranoïa que l'album ne serait pas joué par des stations noires . C'est la raison pour laquelle j'étais sur la vidéo de Easy Lover, puisque que je savais que ce ne serait pas un succès si c'était juste Philip Bailey seul."

## Accueil critique
Joe Brown du Washington Post a commenté: "L'esprit de Earth, Wind and Fire va encore plus loin dans ce deuxième effort solo de Philip Bailey, guidé magistralement par Phil Collins qui ne semble pas pouvoir faire un faux pas ces jours-ci. Le fausset de Bailey s'envole de manière éthérée sur le mur scintillant de Collins de percussions exotiques et de textures électroniques". Avec une note de 3 étoiles sur 5, James Henke de Rolling Stone a déclaré: "Ce n'est pas aussi funky que Earth, Wind and Fire, mais c'est cent fois plus attrayant." Gary Graff de Detroit Free Press a écrit: "Le chanteur de Earth, Wind & Fire, Philip Bailey fait un pari sage en enrôlant Collins pour produire et jouer sur son album. Outre un duo fort, "Easy Lover", les performances élèvent la qualité de l'album au-dessus d'une écriture incohérente. "Lou Papineau de The Boston Globe a trouvé que "c'est un album sympathique et peu exigeant de struts uptempo et de ballades chaleureuses."

## Liste des titres
1. Photogenic Memory (Davitt Sigerson Clark/Jerry Knight) 5:28
2. I Go Crazy (Philip Bailey/Glen Ballard/Marti Sharron) 4:48
3. Walking On The Chinese Wall (Billie Hughes/Roxanne Seeman) 5:08
4. For Every Heart That's Been Broken (Ballard/Cliff Magness) 4:15
5. Go (Marcel East/Ralph Johnson) 4:30
6. Easy Lover (duo avec Phil Collins) (Philip Bailey/Phil Collins/Nathan East) 5:04
7. Show You The Way To Love (Bailey/Ballard/Sharron) 4:41
8. Time Is A Woman (Barry Blue/Julian Littman/Robin Smith) 4:31
9. Woman (Stephen Mitchell/Sharron/Gary Skardina) 5:04
10. Children Of The Ghetto (Chris Amoo/Eddy Amoo) 6:49

## Personnel
- Philip Bailey : Chant et chœurs (1-10), percussions (10)
- Phil Collins : Batterie (1-9), batterie électronique Simmons (2, 8, 9), Linn Drum (1, 3, 5), claviers (3, 6), vocoder (1), chant (3, 6), chœurs (6), production de l'album
- Daryl Stuermer : Guitare (1-10), solo guitare (4, 6)
- Nathan East : Basse, Pédales Basse (4), kalimba (4), claviers (5)
- Lesette Wilson : Claviers, solo piano (10)
- Godfrey Wang : Programmation des synthétiseurs
- George Massenburg : Programmation des synthétiseurs
- Paulinho Da Costa :  Percussions (7, 10)
- Josey James : Chœurs (3, 4, 8)
- Carl Carwell : Chœurs (7, 10)
- Winston Ford : Chœurs (7, 10)
- Nigel Martinez : Chœurs (8)
- The Phenix Horns : Cuivres (3, 5, 7-9) 
  - Don Myrick :Saxophone (3, 5, 7-9), sax solo (5)
  - Rahmlee Michael Davis :Trompette (3, 5, 7-9), trompette solo (9)
  - Michael Harris : Trompette (3, 5, 7-9)
  - Louis Satterfield : Trombone (3, 5, 7-9)
  - Tom Tom 84 : Arrangements des cuivres (3, 5, 7-9)
- Arif Mardin : Arrangements des cordes (5, 7, 9)

## Production
- Phil Collins : Production
- George Massenburg : Ingénieur
- Judy Clapp, Murray Dvorkin, Steve Chase, Tom Perry : assistants ingénieurs
- Enregistré aux studios : The Town House, The Complex, Ocean Way Recording